# Cúp quốc gia Scotland 1992–93
Cúp quốc gia Scotland 1992–93 là mùa giải thứ 108 của giải đấu bóng đá loại trực tiếp uy tín nhất Scotland. Chức vô địch thuộc về Rangers khi đánh bại Aberdeen trong trận Chung kết.

## Vòng Một
| Đội nhà            | Tỉ số | Đội khách               |
| ------------------ | ----- | ----------------------- |
| Cove Rangers       | 2 – 0 | Peterhead               |
| Forfar Athletic    | 5 – 0 | Albion Rovers           |
| Huntly             | 4 – 2 | Stranraer               |
| Inverness Thistle  | 3 – 1 | Civil Service Strollers |
| Queen of the South | 3 – 0 | Spartans                |
| Queen’s Park       | 0 – 1 | Clyde                   |

## Vòng Hai
| Đội nhà           | Tỉ số | Đội khách          |
| ----------------- | ----- | ------------------ |
| Huntly            | 2 – 1 | Queen of the South |
| Stenhousemuir     | 2 – 3 | Forfar Athletic    |
| Inverness Thistle | 0 – 1 | Berwick Rangers    |
| Clyde             | 3 – 1 | Brechin City       |
| Cove Rangers      | 2 – 0 | Montrose           |
| East Fife         | 1 – 1 | Alloa Athletic     |
| Gala Fairydean    | 1 – 1 | Arbroath           |
| Vale of Leithen   | 0 – 0 | East Stirlingshire |

### Đấu lại
| Đội nhà            | Tỉ số              | Đội khách       |
| ------------------ | ------------------ | --------------- |
| East Stirlingshire | 3 – 2              | Vale of Leithen |
| Alloa Athletic     | 1 – 1 (5 – 6 pen.) | East Fife       |
| Arbroath           | 2 – 0              | Gala Fairydean  |

## Vòng Ba
| Đội nhà              | Tỉ số | Đội khách           |
| -------------------- | ----- | ------------------- |
| Falkirk              | 5 – 2 | Berwick Rangers     |
| Dundee               | 2 – 0 | Dumbarton           |
| Aberdeen             | 4 – 1 | Hamilton Academical |
| Airdrieonians        | 0 – 0 | Clydebank           |
| Arbroath             | 3 – 0 | Greenock Morton     |
| Clyde                | 0 – 0 | Celtic              |
| Cove Rangers         | 2 – 2 | East Stirlingshire  |
| Dundee United        | 3 – 1 | Meadowbank Thistle  |
| Dunfermline Athletic | 1 – 2 | Ayr United          |
| Hearts               | 6 – 0 | Huntly              |
| Hibernian            | 5 – 2 | St Mirren           |
| Kilmarnock           | 5 – 0 | Raith Rovers        |
| Motherwell           | 0 – 2 | Rangers             |
| Partick Thistle      | 0 – 1 | Cowdenbeath         |
| St Johnstone         | 6 – 0 | Forfar Athletic     |
| Stirling Albion      | 1 – 2 | East Fife           |

### Đấu lại
| Đội nhà            | Tỉ số | Đội khách     |
| ------------------ | ----- | ------------- |
| East Stirlingshire | 2 – 1 | Cove Rangers  |
| Celtic             | 1 – 0 | Clyde         |
| Clydebank          | 2 – 0 | Airdrieonians |

## Vòng Bốn
| Đội nhà            | Tỉ số | Đội khách     |
| ------------------ | ----- | ------------- |
| Aberdeen           | 2 – 0 | Dundee United |
| East Stirlingshire | 1 – 2 | Clydebank     |
| Arbroath           | 0 – 0 | East Fife     |
| Ayr United         | 0 – 2 | Rangers       |
| Cowdenbeath        | 0 – 0 | Hibernian     |
| Falkirk            | 2 – 0 | Celtic        |
| Hearts             | 2 – 0 | Dundee        |
| Kilmarnock         | 0 – 0 | St Johnstone  |

### Đấu lại
| Đội nhà      | Tỉ số | Đội khách   |
| ------------ | ----- | ----------- |
| East Fife    | 1 – 4 | Arbroath    |
| Hibernian    | 1 – 0 | Cowdenbeath |
| St Johnstone | 1 – 0 | Kilmarnock  |

## Tứ kết
| Đội nhà   | Tỉ số | Đội khách    |
| --------- | ----- | ------------ |
| Aberdeen  | 1 – 1 | Clydebank    |
| Arbroath  | 0 – 3 | Rangers      |
| Hearts    | 2 – 0 | Falkirk      |
| Hibernian | 2 – 0 | St Johnstone |

### Đấu lại
| Đội nhà   | Tỉ số | Đội khách |
| --------- | ----- | --------- |
| Clydebank | 3 – 4 | Aberdeen  |

## Bán kết
| Rangers                       | 2 – 1 | Hearts        |
| ----------------------------- | ----- | ------------- |
| Dave McPherson · Ally McCoist |       | Allan Preston |

| Aberdeen | 1 – 0 | Hibernian |
| -------- | ----- | --------- |
|          |       |           |

## Chung kết
| Rangers                    | 2 – 1 | Aberdeen       |
| -------------------------- | ----- | -------------- |
| Mark Hateley · Neil Murray |       | Lee Richardson |